# Yusuf II. al-Mustansir
Yusuf II., arabisch المستنصر بالله يوسف بن الناصر, DMG al-Mustanṣir bi-llāh Yūsuf b. an-Nāṣir, (* 1197; † 1224) war der sechste Kalif der Almohaden (1213–1224).

## Leben
Mit Abu Yaqub Yusuf II. al-Mustansir, dem Sohn von Muhammad an-Nasir (1199–1213) begann der Niedergang des Almohadenreiches. Er wurde weitgehend von den Stammesführern beherrscht, wobei unter diesen viel Uneinigkeit herrschte. Allerdings gelang zunächst der Abschluss eines Waffenstillstandes mit Aragon und Kastilien. Portugal nutzte dennoch die Schwäche der Almohaden und eroberte Setubal. 
Auch im Maghreb wurde die Auflösung des Reiches deutlich. Neben den andauernden Kämpfen mit den Banu Ghanija unter Yahya in Ifrīqiya machten sich in Marokko auch die Meriniden/ Banu Marin unabhängig. Zwar konnte ein Angriff auf Fès (1217) abgewehrt werden, doch ging die Kontrolle über die entfernten Provinzen zunehmend verloren.
Yusuf II. al-Mustansir starb 1224. Nach heftigen Machtkämpfen unter den almohadischen Stammesführern, bei denen seine Nachfolger Abd al-Wahid al-Makhlu (1224) und Abdallah al-Adil (1224–1227) gestürzt wurden, setzte sich Idris I. al-Mamun (1227–1232) als neuer Kalif der Almohaden durch.